# Arktisk front

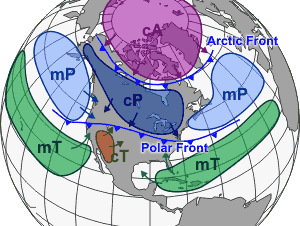
Olika luftmassor som påverkar Nordamerika – såväl som andra världsdelar – tenderar att separeras med frontala gränser. I denna illustration skiljer den arktiska fronten Arktis från polara luftmassor, medan polarfronten skiljer polarluft från varma luftmassor. (cA är kontinentala Arktis; cP är kontinentala polarområdet; mP är maritima polarområdet; cT är kontinentala tropiska området; och mT är maritima tropiska området.)

Den arktiska fronten är en semipermanent, halvkontinuerlig väderfront mellan den kalla arktiska luftmassan och den varmare luften i polarcellen. Den kan också definieras som den södra gränsen av den arktiska luftmassan. Mesoskaliga cykloner – polarlågtryck – kan bildas längs den arktiska fronten i spåren av extratropiska cykloner. Arktiska luftmassor i dess kölvatten är grunda med ett djupt lager av stabil luft ovanför den kalla grunden.